# Torentjesoverleg
Torentjesoverleg is informeel overleg tussen leden van het Nederlands kabinet en vertegenwoordigers van coalitiepartijen, dat plaatsvindt in de werkkamer van de minister-president in het Torentje.
Het torentjesoverleg is bij tijd en wijle controversieel, doordat politieke besluiten soms in kleine kring worden voorgekookt en slechts ritueel worden behandeld in de ministerraad en de Tweede Kamer. Torentjesoverleg is vaak echter onvermijdelijk om een broze regeringscoalitie bij elkaar te houden.